# 229P/Gibbs
229P/Gibbs, komet Jupiterove obitelji